# Constitution de la République dominicaine
Lire en ligne

Consulter

La République dominicaine a adopté 39 constitutions, plus que tout autre pays, depuis son indépendance en 1844,.
L'actuelle Constitution de la République dominicaine a été promulguée le 13 juin 2015.